# Українець (журнал)
«Українець» — тижневик для українських робітників (т. зв. «остарбайтерів»), вивезених до Німеччини на роботи в промисловості, що його видавав 1942 — 45 Німецький Фронт Праці за редакцією А. Луцева, з 1944 Б. Кравцева і О. Флоринського. З 1944 «Українець» мав сторінку для жінок «Українка» (ред. Н. Сніжна).